# 오타니 고키
오타니 고키(일본어: 大谷 幸輝, 1989년 4월 8일 ~ )는 일본의 축구 선수이다. 현재 J1리그의 홋카이도 콘사돌레 삿포로에서 뛰고 있다.

## 구단 경력
그는 2008년부터 J리그의 우라와 레즈, 기라반츠 기타큐슈, 알비렉스 니가타, 홋카이도 콘사돌레 삿포로에서 뛰었다.